# Lampetis cupreopunctata
Lampetis cupreopunctata är en skalbaggsart som först beskrevs av Schaeffer 1905.  Lampetis cupreopunctata ingår i släktet Lampetis och familjen praktbaggar. Inga underarter finns listade i Catalogue of Life.